# Igarapé Uarini
Igarapé Uarini är en flod i Brasilien belägen i delstaten Amazonas, i den nordvästra delen av landet, 2 400 km nordväst om huvudstaden Brasília.
I omgivningen kring Igarapé Uarini växer huvudsakligen städsegrön lövskog och området är nära nog obefolkad, med mindre än två invånare per kvadratkilometer.